# Epibatidin
Epibatidin er et kemisk ekstrakt fra skindet af gift- og farvefrøen (Epipedobates tricolor).
Ekstraktet har vist sig at kunne anvendes som smertestillende middel til medicinsk brug og har muligvis egenskaber som kan anvendes til at skabe afslapning i muskelgrupper samt bruges ved hjertestimmulering.

## Opdagelse
Epibatidin blev isoleret af John Daly et al. i 1974, han påviste at det er et virksomt smertestillende middel. Strukturen blev opdaget i 1992, da undersøgelsesmetoderne var blevet udviklet og mere følsomme. Det findes på huden af den tropiske giftfrø Epipedobates tricolor.

## Kemi
Epibatidin er et alkaloid, dvs. det er et lipofilt (fedtelskende) og basisk stof. Det er 200-500 gange så virksomt som morfin. Epibatidin er ikke et opioid (stof, der kan binde sig til opioide receptorer i nervesystemet og derved har en smertestillende effekt) som morfin, men binder sig til såkaldte nikotin acetylcholinreceptorer (nAChr), dvs. stoffet har samme type virkning, som nikotin har. Epibatidin er en agonist, dvs. den stimulerer nikotin acetylcholinreceptorerne, uden der er nikotin tilstede.

## Effekt
Smertestillende virkning: 0,01 μmol/kg. Bare en lidt større dosis er meget giftig.
Stoffet har tidligere været brugt som gift på pile. Giften fra en frø kan dræbe 20.000 mus.
Det er svært at dosere epibatidin til behandling, derfor arbejdes der på at skabe analoge stoffer med samme smertestillende effekt, men lavere Toksikologi. Et eksempel er ABT-594.

## Udvinding
Ud fra 750 frøer kan der maksimalt udvindes 1 mg epibatidin. Det er ikke muligt at opdrætte og udvinde epibatidin på denne måde, da de ikke producerer stoffet selv, men får det gennem føden. Man har observeret, at frøer, der lever i kakaoplantager har stoffet epibatidin, hvorimod frøer, der lever i bananplantager ikke har det“Alkaloids frog skin: the discovery of epibatidine and the potential for developing novel non-opiod analgesics”, John W. Daly et al., NPR 2000, nr. 17 p. 131-132.
Der er flere forskellige syntesemuligheder for fremstilling af epibatidin i laboratoire (se note 3).